# Каспер (лунный кратер)
Кратер Каспер (лат. Kasper) — небольшой ударный кратер в экваториальной области обратной стороны Луны. Название присвоено по польскому мужскому имени и утверждено Международным астрономическим союзом в 1979 г.

## Описание кратера
Кратер Каспер находится на северной части вала кратера Ибн Фирнас. Кроме него ряд небольших кратеров в пределах чаши кратера Ибн Фирнас и его вала получили собственные имена — это кратеры Кэрол, Мелисса, Эвен, Ромео и Шахиназ.
Другими ближайшими соседями кратера Каспер являются кратер Оствальд на севере; кратер Рехт на северо-востоке; кратер Морозов на юго-востоке и кратер Кинг на юго-западе. Также на юго-западе от кратера Каспер, в пределах кратера Кинг, находятся пики Дилипа, Андре, Ардешир, Дитера и Ганау. Селенографические координаты центра кратера 8°18′ с. ш. 122°07′ в. д. / 8,3° с. ш. 122,12° в. д., диаметр 12,4 км, глубина 2 км.
Кратер Каспер имеет близкую к циркулярную форму, его юго-западная часть перекрыта кратером Мелисса. Вместе с кратерами Мелисса и Кэрол, Каспер образует цепочку кратеров. Высота вала над окружающей местностью достигает 450 м, объём кратера составляет приблизительно 70 км3. Дно чаши сравнительно ровное, без приметных структур.

## Сателлитные кратеры
Отсутствуют.